# 1030
Cette page concerne l'année 1030  du calendrier julien. Pour l'année 1030 av. J.-C., voir 1030 av. J.-C.
L'année 1030 est une année commune qui commence un jeudi.

## Événements

### Asie
- Février : un fonctionnaire et sa suite, pris à partie par des ayyarun, sont tués à Bagdad[1]. Les ayyarun (« voyous » ou « vagabonds »), conduits par leur chef Al-Burjami, sont maîtres de Bagdad jusqu'en 1033. Ils font régner la terreur en envahissant les quartiers riches et en faisant payer une contribution à tous les nantis[2].

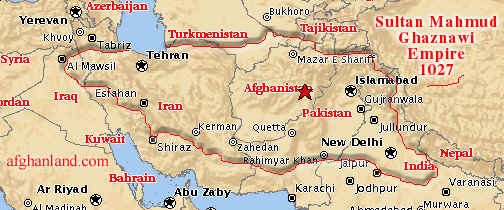
L'empire des ghaznavides en 1027.

- 30 avril : mort de Mahmûd de Ghaznî[3]. L'empire des Ghaznévides comprend l’Afghanistan, le Khorasan, la Perse, le Pendjab et une partie du Sind. Son fils Mohammed lui succède avant d'être renversé par son frère Massoud, aveuglé et emprisonné.
- 10 août[4] : l'empereur byzantin Romain III Argyre échoue dans sa tentative de reconquête de la Syrie, contre les Bédouins dans la région d’Alep[5].
- Octobre : Mas'ud succède à son frère Muhammad à la tête de empire des Ghaznévides. Il continue sa politique de razzias (fin de règne en 1040)[6].

- Raids russes au Tabaristan et en Adharbaydjan (1030-1032). Ils écrasent les armées du Chirvanchah et remontent la Koura pour aider le régent de Gandja en lutte contre son frère[7].

### Europe
- 31 janvier : Guillaume VI devient duc d'Aquitaine[8].
- Février : Mieszko II de Pologne pille la région entre la Saale et l’Elbe, attaquant et incendiant des centaines de villages[9].
- Juin[10] : échec d'une expédition de l'empereur germanique Conrad II le Salique contre Étienne Ier de Hongrie, qui aurait réclamé la Bavière pour son fils Émeric. Conrad fait la paix avec Étienne au cours de l'été 1031 et la frontière est fixée sur la Leitha[11].
- 29 juillet : victoire des Anglais et des Danois à la bataille de Stiklestad sur Olaf Haraldsson, de Norvège, qui tentait de reconquérir son royaume. Olaf est tué. Il s’ouvre une période d’anarchie en Norvège jusqu’en 1201. Olaf sera rapidement reconnu comme un saint, et la christianisation des Norvégiens est acquise ; peu après, Knut II le Grand nomme son fils Sven roi de Norvège (fin en 1035)[12]. Après la défaite, Harald Haardraade, demi-frère d'Olaf et futur roi de Norvège, séjourne à Novgorod (il participe à la campagne de Pologne en 1031), à Constantinople (1034)[13], puis s’empare d’Athènes comme mercenaire varègue (1040).
- 26 décembre : Guillaume V d'Auvergne cède son droit de battre monnaie au nouvel évêque de Clermont[14] (1028), un ancien moine, Rencon, lointain parent d'Odilon de Mercœur, l'abbé de Cluny. Un neveu de celui-ci, Étienne de Mercœur, s'installe sur le trône épiscopal du Puy[15].

- Henri et son frère Robert se révoltent contre leur père Robert II le Pieux. Robert prend Beaune et Avallon tandis que Henri attaque Dreux. Le roi intervient en Bourgogne (il est à Argilly le 23 septembre) et la paix est signée peu après[16].
- Les Sarrasins de Sicile recommencent leurs incursions contre l'Italie byzantine (1030-1031)[5].
- Girard de Monteforte, près de Turin, en Italie du Nord, est brûlé publiquement pour hérésie par l'archevêque de Milan avec d'autres réformateurs religieux collectivistes, peut-être précurseurs des Cathares[17].
- Bérenger de Tours, après avoir étudié sous la direction de l’évêque et érudit Fulbert de Chartres, rentre à Tours, rejoint le chapitre de Saint-Martin et devient directeur de l’école. Il acquiert une réputation de penseur loyal et indépendant, excellent en logique, en médecine, en poésie et en théologie[18].
- Le comte Baudouin IV de Flandre préside une assemblée de Paix à Douai[19].